# Aradi Tibor
Aradi Tibor (Budapest, 1971. január 31. –) magyar humorista, újságíró.

## Élete
Szakmáját tekintve felszolgáló. Felszolgálóként többek között a Margitszigeti Thermal Szállóban és a Ramada Caravelle Hotel Frankfurtban dolgozott.
1992-ben Orbán Sándor humorista indította útjára. 1994-től a Szeszélyes évszakok - Maksa híradóban szerepelt. 1995-1996 között a Juventus Rádió reggeli műsorában volt. Közben 1995-ben a Humorista Kerestetik verseny második díját nyerte holtversenyben. 1996-1998 között a Szív TV-nél volt önálló műsora "A Zene essen beléd" címmel. 1998-2000 között a MyCream popparódia zenekar tagja, ahol 2 lemeze jelent meg, melyből az egyik aranylemez.[forrás?] 2002 óta a Mikroszkóp Színpad tagja.
1994-ben második helyezést ért el a Magyar Televízió Humorista kerestetik tehetségkutató műsorában. Ebben az időszakban – a magyar kereskedelmi rádiók történetében először – elindítják Orbán Sándorral az első olyan reggeli műsort a Juventus Rádióban, amely a humorra épít.
Állandó szereplője lett a Szeszélyes évszakok című tévéműsornak, majd egy kereskedelmi tévén már saját produkcióval jelentkezett csapatával A zene essen beléd címmel.
2002-ben szerződött a Mikroszkóp Színpadra, aminek megszűnéséig tagja is maradt. Ez alatt több televíziós kabaré műsorban kapott nagyobb szerepeket, mint pl. a Tiszta Kabaré, Maksavízió, Gálvölgyi Show és a Van képünk hozzá.
2008 óta a Rádiókabaré összes műsorában szerepelt. 2010-ben a Magyar Rádió Bonbon-díjjal tüntette ki a Rádiókabaréban nyújtott munkássága elismeréseként.
2009-ben szerepelt a Mikroszkóp Színpad „Szójjá be!” című első stand up comedy estjében. 2010 óta a Stand Up Brigád humortársulat tagja. Stand up komikusként látható a Comedy Central csatornán és a Showder Klub műsorában Varga Ferenc Józseffel az oldalán.
2013-ban először láthatta őt a közönség drámai szerepben, amikor az Aradi Kamaraszínház felkérte, hogy játssza el Jevgenyij Griskovec: Vodkapolka, avagy hogyan ettem kutyát című monodrámáját.
2014-től a Veres 1 Színház társulatának tagja.
2015-ben a Rádiókabaréban nyújtott munkássága elismeréseként elnyerte a Karinthy-gyűrűt.

## Kabaréi

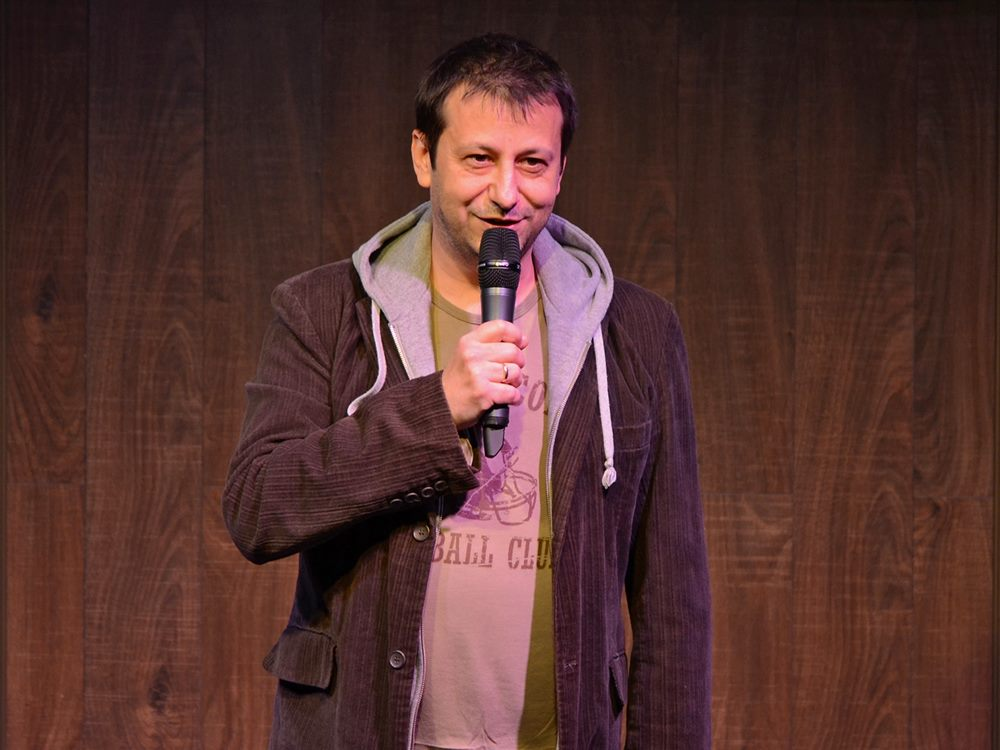
Előadáson

- Ádám és Éva
- Akarsz róla beszélni?
- Csak semmi duma!
- Dumakorzó
- Az élet lapos oldala
- Hat celeb keres egy szorzót
- Hogy volt?
- Közkívánatomra
- Le vagytok szavazva!
- Leggyengébb láncszemek
- Magasztár?
- Maksaméta és Defekt effektek
- Mikor lesz elegünk?
- A Mikroszkóp fantomja
- Mondjuk a magunkét
- Röhej az egész
- Szakíts, ha bírsz!
- Széllel szembe...
- Szójjá be!
- A tenor háza
- Ügynökök kíméljenek!
- Valakit visz a vicc

## Díjak
- Karinthy-gyűrű (2015)